# Gnaeus Domitius Ahenobarbus (konsul 32 e.Kr.)

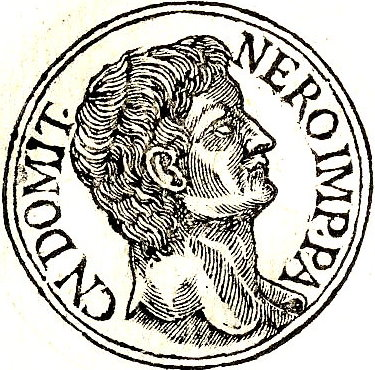
Gnaeus Domitius Ahenobarbus

Gnaeus Domitius Ahenobarbus, född 11 december 17 f.Kr. död januari 40 i Pyrgi, var en romersk politiker och militär.
Han var son till Antonia den äldre och Lucius Domitius Ahenobarbus, dotterson till Octavia den yngre och Marcus Antonius, gift med Agrippina den yngre, och far till kejsar Nero.
År 32 utsågs han till konsul och år 37, samma år som sonen Nero föddes, utnämnde Tiberius honom till kommissionär. Enligt testamente skulle sonen Nero ärva en tredjedel av tillgångarna, men Caligula, som också var arvtagare, lade beslag på hans arvedel.